# Discobitch
 (mai 2021).
Discobitch est un groupe de musique électronique français composé de deux DJ et producteurs : Kylian Mash et Laurent Konrad. Leur principal succès en 2008, C'est beau la bourgeoisie, est interprété par la chanteuse Pauline Sampeur.

## Biographie
Le tube C'est beau la bourgeoisie est né de l'initiative de Kylian Mash par la réalisation d'un bootleg entre « Bitch », un de ses propres morceaux comportant les vocaux de Pauline Sampeur, et Discotron, un morceau de Laurent Konrad paru deux ans auparavant, Kylian contactera par la suite Laurent sur Myspace. Le single, distribué par Versus Records/Sony BMG, est sorti le 25 août 2008. Le titre sera présenté par les radios sous le nom de « Kylian Mash - Discobitch » ou encore « Kylian Mash vs. Laurent Konrad - Discobitch » mais le nom définitif du projet sera finalement « Discobitch - C'est beau la bourgeoisie » à sa sortie dans les bacs. Le titre se classe à la 10e place du club 40 dès la première semaine et prendra la 1re place la semaine suivante pour y rester durant plus de 11 semaines. Le single se classera deuxième des ventes de singles en France durant la semaine du 27 septembre 2008 au 4 octobre 2008 et restera dans le top 100 des ventes en France durant plus de 40 semaines.
Alors que l'album est maintes fois annoncé, le duo éclate en janvier 2009 à la suite de la sortie du projet Helmut Fritz. En effet, ce dernier étant inspiré du style Discobitch et produit par Laurent Konrad seul, Kylian Mash déclarera s'être fait plagier dans le magazine Entrevue du mois de mars 2010. Alors que le projet Helmut Fritz a été présenté comme étant la suite de Discobitch, Laurent Konrad se défendra quant à lui en annonçant que les deux projets sont bel et bien à différencier.[réf. nécessaire]
Pendant l'été 2013, soit 5 ans après sa sortie, C'est beau la bourgeoisie devient la musique de la campagne européenne de publicité pour la Citroën DS3.

## Classements
C'est beau la bourgeoisie :  Or en Belgique  ; certifié le 8 mai 2009. 

### Charts
Single : C'est beau la bourgeoisie
| Classement                            | Meilleure place |
| ------------------------------------- | --------------- |
| E-Titre France                        | 2               |
| Radios France                         | 14              |
| Club 40 France                        | 1               |
| Top 2008 France                       | 10              |
| e-titre 2008 France                   | 16              |
| Monday Chart France                   | 1               |
| Buzz Chart France                     | 1               |
| Singles France                        | 2               |
| Singles Top 2008 France               | 13              |
| Top Singles depuis 1984 France        | 68              |
| Singles Belgique (FL)                 | 2               |
| Singles Belgique (WL)                 | 4               |
| Single Suisse                         | 19              |
| Singles Allemagne                     | 61              |
| Europe Euro 200 Europe                | 28              |
| Europe Euro 200 2008 Europe           | 28              |
| Europe Euro 200 2009 Europe           | 28              |
| Europe European Hot 100 Singles       | 20              |
| Europe Europe Official Top 100 Europe | 32              |
| World Singles Official Top 100 Monde  | 46              |
| Airplay World Official Top 100 Mond   | 38              |
| World Top 100 Singles ~ 2008 Monde    | 26              |

### Ventes singles
| Meilleurs positions  | 2  | 19 | 2  | 4  | 20 | 2  | 61 |
| Semaines de présence | 50 | 20 | 21 | 15 | 24 | 22 | 9  |

| Semaine 34 / 2008  | -    | -    | -  | -    | -  | 4  | -  |
| Semaine 35 / 2008  | 8    | -    | -  | -    | -  | 2  | -  |
| Semaine 36 / 2008  | 4    | -    | -  | -    | -  | 2  | -  |
| Semaine 37 / 2008  | 4    | -    | -  | -    | -  | 4  | -  |
| Semaine 38 / 2008  | 3    | -    | -  | -    | -  | 6  | -  |
| Semaine 39 / 2008  | 2    | -    | -  | -    | -  | 7  | -  |
| Semaine 40 / 2008  | 3    | -    | -  | -    | -  | 8  | -  |
| Semaine 41 / 2008  | 3    | 19   | -  | -    | -  | 7  | -  |
| Semaine 42 / 2008  | 3    | 29   | -  | -    | -  | 11 | -  |
| Semaine 43 / 2008  | 5    | 24   | -  | -    | -  | 10 | -  |
| Semaine 44 / 2008  | 6    | 32   | -  | -    | -  | 13 | -  |
| Semaine 45 / 2008  | 4    | 32   | -  | -    | -  | 12 | -  |
| Semaine 46 / 2008  | 4    | 40   | -  | -    | -  | 11 | -  |
| Semaine 47 / 2008  | 5    | 36   | -  | -    | -  | 13 | -  |
| Semaine 48 / 2008  | 8    | 41   | -  | -    | 20 | 15 | -  |
| Semaine 49 / 2008  | 11   | 38   | -  | -    | 22 | 15 | -  |
| Semaine 50 / 2008  | 16   | 49   | -  | -    | 31 | 21 | -  |
| Semaine 51 / 2008  | 15   | 56   | -  | -    | 38 | 23 | -  |
| Semaine 52 / 2008  | 16   | NC   | -  | -    | 51 | 20 | -  |
| Semaine 01 / 2009  | 11   | 63   | -  | -    | 46 | 16 | -  |
| Semaine 02 / 2009  | 14   | 53   | -  | -    | 52 | 28 | -  |
| Semaine 03 / 2009  | 14   | 52   | -  | -    | 35 | 49 | -  |
| Semaine 04 / 2009  | 20   | 73   | -  | -    | 44 | -  | -  |
| Semaine 05 / 2009  | 27   | 57   | -  | -    | 47 | -  | -  |
| Semaine 06 / 2009  | 29   | 74   | -  | -    | 63 | -  | -  |
| Semaine 07 / 2009  | 35   | 97   | 17 | 4    | 71 | -  | -  |
| Semaine 08 / 2009  | 37   | 90   | 12 | 5    | 54 | -  | -  |
| Semaine 09 / 2009  | 40   | -    | 9  | 7    | 61 | -  | -  |
| Semaine 10 / 2009  | 47   | 94 R | 8  | 8    | 66 | -  | -  |
| Semaine 11 / 2009  | 48   | -    | 6  | 14   | 68 | -  | -  |
| Semaine 12 / 2009  | 54   | -    | 3  | 13   | 81 | -  | -  |
| Semaine 13 / 2009  | 53   | -    | 2  | 12   | 68 | -  | -  |
| Semaine 14 / 2009  | 62   | -    | 2  | 17   | 69 | -  | -  |
| Semaine 15 / 2009  | 64   | -    | 2  | 14   | 67 | -  | -  |
| Semaine 16 / 2009  | 84   | -    | 2  | 16   | 64 | -  | -  |
| Semaine 17 / 2009  | 79   | -    | 2  | 12   | 69 | -  | -  |
| Semaine 18 / 2009  | 81   | -    | 3  | 26   | 76 | -  | -  |
| Semaine 19 / 2009  | -    | -    | 7  | 27   | 87 | -  | -  |
| Semaine 20 / 2009  | 94 R | -    | 7  | 36   | -  | -  | -  |
| Semaine 21 / 2009  | 88   | -    | 14 | -    | -  | -  | -  |
| Semaine 22 / 2009  | -    | -    | 20 | -    | -  | -  | -  |
| Semaine 23 / 2009  | 96 R | -    | 28 | -    | -  | -  | -  |
| Semaine 24 / 2009  | -    | -    | 27 | -    | -  | -  | -  |
| Semaine 25 / 2009  | 92 R | -    | 36 | -    | -  | -  | -  |
| Semaine 26 / 2009  | 100  | -    | 35 | -    | -  | -  | -  |
| Semaine 27 / 2009  | -    | -    | 41 | 39 R | -  | -  | -  |
| Semaine 30 / 2009  |      | -    | -  | -    | -  | -  | 72 |
| Semaine 31 / 2009  | -    | -    | -  | -    | -  | -  | 61 |
| Semaine 32 / 2009  | -    | -    | -  | -    | -  | -  | 68 |
| Semaine 33 / 2009  | -    | -    | -  | -    | -  | -  | 77 |
| Semaine 34 / 2009  | -    | -    | -  | -    | -  | -  | 76 |
| Semaine 35 / 2009  | -    | -    | -  | -    | -  | -  | 75 |
| Semaine 36 / 2009  | -    | -    | -  | -    | -  | -  | 80 |
| Semaine 37 / 2009  | -    | -    | -  | -    | -  | -  | 80 |
| Semaine 38 / 2009  | -    | -    | -  | -    | -  | -  | 79 |
| -                  | -    | -    | -  | -    | -  | -  | -  |
| Semaine 28/09/2013 | 95R  | -    | -  | -    | -  | -  | -  |
| Semaine 05/10/2013 | 81   | -    | -  | -    | -  | -  | -  |
| -                  | -    | -    | -  | -    | -  | -  | -  |
| Semaine 30/11/2013 | 161R | -    | -  | -    | -  | -  | -  |
| -                  | -    | -    | -  | -    | -  | -  | -  |
| Semaine 07/12/2013 | 156R | -    | -  | -    | -  | -  | -  |
| -                  | -    | -    | -  | -    | -  | -  | -  |
| Semaine 28/12/2013 | 144R | -    | -  | -    | -  | -  | -  |
| Semaine 04/01/2014 | 141  | -    | -  | -    | -  | -  | -  |
| Semaine 11/01/2014 | 118  | -    | -  | -    | -  | -  | -  |
| -                  | -    | -    | -  | -    | -  | -  | -  |
| Semaine 01/02/2014 | 161R | -    | -  | -    | -  | -  | -  |
| Semaine 08/02/2014 | 175  | -    | -  | -    | -  | -  | -  |

### Clip
Un clip pour la chanson a été créé. Pauline Sampeur, l'interprète du tube, y apparaît, entourée de plusieurs autres personnes, à différents endroits: boîte de nuit, bord d'une piscine, cocktail, soirée, etc. Le vidéoclip la montre sous l'angle de la bourgeoisie et du luxe, pour se moquer de ces facettes-là.